# Lunik (Band)
Lunik ist eine Schweizer Musikband, die nach ihren Anfangsjahren im sphärischen Trip-Hop später hauptsächlich Pop- und Rock-Musik spielte. Am 11. Dezember 2013 gaben Lunik im Kultur Casino in Bern ihr offizielles Abschiedskonzert zusammen mit dem Zürcher Kammerorchester.
Für Frühjahr 2026 ist eine Reunion-Tournee angekündigt.

## Bandgeschichte
Lunik wurde 1997 von Adi Amstutz, Luk Zimmermann, Mats Marti, Walo Müller und Anton Höglhammer gegründet. 1998 kam die Sängerin Jaël Malli zur Band hinzu, Anton Höglhammer verliess die Band. Ein Jahr später erschien das erste, stilistisch im Bereich Trip-Hop angesiedelte Album Rumour. Nach der dazugehörigen Tournee entschied sich Bassist Walo Müller, die Band zu verlassen. Mit dem zweiten Album Ahead machte Lunik einen grossen Schritt in Richtung Popmusik. Live wurde die Band von Oli Müller am Bass unterstützt. Adi Amstutz verliess die Band und wurde nicht durch ein neues Mitglied ersetzt. Statt auf Elektronik setzten Jaël, Zimmermann und Marti vermehrt auf akustische Klänge und veröffentlichten das Album Weather. Auf der Weather-Tour und ebenso auf der darauffolgenden Akustiktour wurden sie von Cédric Monnier an den Keyboards und Jacob Suske am Bass unterstützt.
2004 erschien das Live-Album Life Is on Our Side. 2005 wurden Jacob Suske und Cédric Monnier, die Lunik schon längere Zeit bei Live-Auftritten durch die Schweiz, Österreich und Deutschland unterstützten, als Bandmitglieder aufgenommen. Gleichzeitig verliess Schlagzeuger Mats Marti die Band. Anfang 2006 stiess Chrigel Bosshard als neuer Drummer zu Lunik.
Das vierte Studio-Album Preparing to Leave erschien im September 2006 und stieg auf Platz eins der Schweizer Albumcharts ein. Das Album erhielt nach wenigen Wochen Platin-Status, was in der Schweiz mindestens 30.000 verkaufte Tonträger bedeutet. Die erste Singleauskopplung Little Bit war bereits im Sommer 2006 erschienen.
Am 17. April 2009 erschien das Best-of-Album Lonely Letters, das neu aufgenommene und arrangierte Songs aus den vorherigen Alben enthielt. Bei Fans und Kritikern wurde das Ergebnis eher kritisch aufgenommen.
Das fünfte Studio-Album Small Lights in the Dark erschien im Februar 2010 zunächst in der Schweiz und Liechtenstein, begleitet von der ersten Single-Auskopplung People Hurt People, wurde aber im Mai auch in Deutschland veröffentlicht.
Am 20. Januar 2012 gab die Band bekannt, dass Schlagzeuger Chrigel Bosshard die Band Ende 2011 verlassen hatte und sie fortan als Trio weiterbestehen.
Nach ihrem im September 2012 erschienenen Album What is next gingen sie von Oktober bis Dezember in der Schweiz auf Tour. Während einiger dieser Konzerte gab es ein Duett zusammen mit Thomas Godoj. Ebenso wie er in die Schweiz kam, um zusammen mit Lunik aufzutreten, so kam Jaël im Dezember 2012 zu seiner So gewollt-Tour nach Deutschland, um zusammen mit ihm den Song What If I – der Moment zu singen. Der Song war einige Wochen zuvor bei einem Treffen in einem Berliner Studio von beiden Künstlern und Luk Zimmermann geschrieben worden. Veröffentlichung fand er auf dem Album Männer sind so von Godoj, das am 31. Mai 2013 in den Handel kam.
Auf Ende des Jahres 2013 wird sich die Band auflösen, teilten diese am 27. Juli 2013 mit.
Im Frühling 2014 erschien der Konzertdokumentarfilm Lunik – the last concert mit Aufnahmen vom Abschiedskonzert in Bern und Interviews mit den Bandmitgliedern. Der Film wurde grösstenteils mit Geldern aus einem Crowdfunding ermöglicht.

## Stil
Die Musik des Debütalbums Rumour kann als sphärischer Trip-Hop bezeichnet werden. Neben dem Gesang dominieren elektronische Klänge und Rhythmen. Das zweite Album Ahead ist eine sehr eigenständige Interpretation moderner Popmusik, wie beim Vorgängeralbum noch mit hohem Elektronik-Anteil, aber einer weniger melancholischen Grundstimmung. Die Hinwendung zur eigentlichen Popmusik tritt beim dritten Album Weather in den Vordergrund. Eingängige Melodien, die vor allem von akustischer Gitarre und handgespielten Schlagzeug-Rhythmen getragen werden.
Die Texte handeln von Liebe und zwischenmenschlichen Beziehungen, aber auch von Selbstbewusstsein, Unsicherheit oder Gefühlsstimmungen.

## Bandmitglieder
Nach verschiedentlichen Besetzungswechseln bestand die Band vor der Auflösung aus:

### Jaël

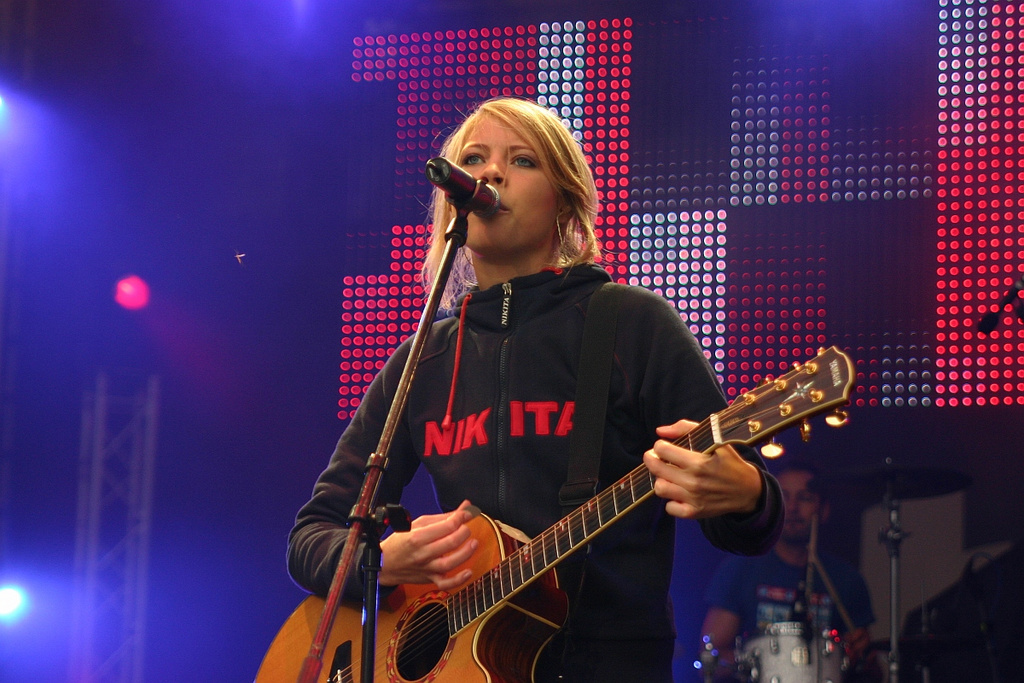
Jaël

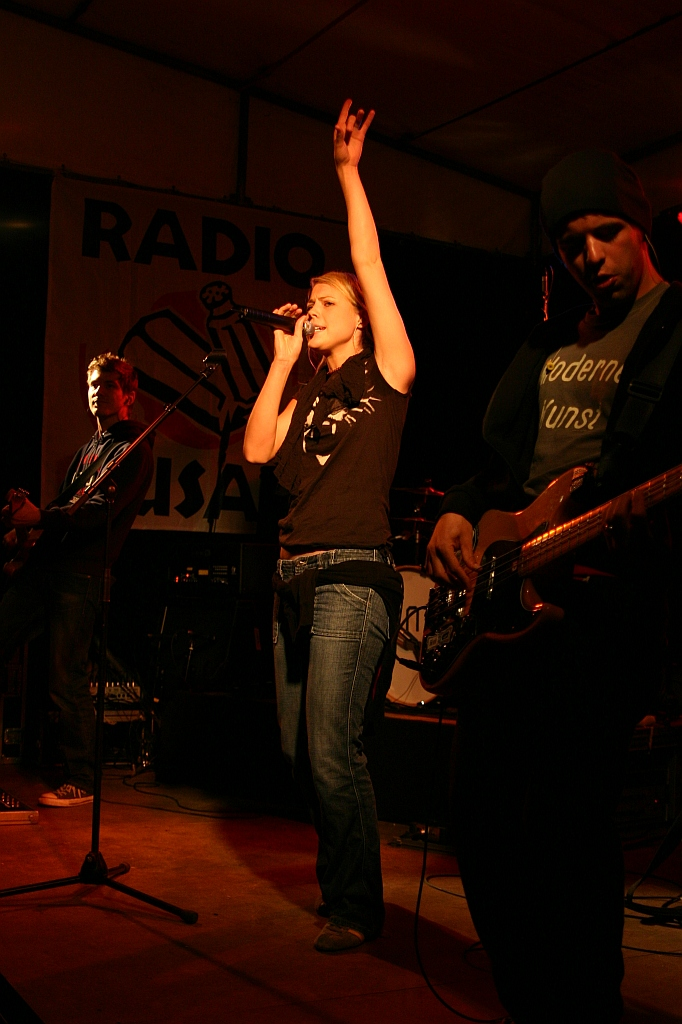
Schröders Garten (2005)

Jaël Malli, die sich als Sängerin nur Jaël nennt, ist die Sängerin von Lunik. Sie kam 1998 als Gastsängerin zu Lunik. Im Sommer 2000 schloss sie, bereits als vollwertiges Bandmitglied, ihr Lehrerinnenseminar ab. Zusammen mit Luk Zimmermann gründete Jaël im Jahr 2007 die Band MiNa, deren Debütalbum Playground Princess im gleichen Jahr erschien.

### Luk Zimmermann
Luk Zimmermann ist Gitarrist und auch für die Produktionsarbeit im Studio zuständig. Zimmermann wurde am 3. August 1973 in Leibstadt als Sohn von Giovanni und Lis Zimmermann geboren. Er hat eine Schwester. Wie Jaël ist er Lehrer, hat jedoch nie als solcher gearbeitet. Er widmete sich stattdessen seiner Arbeit als Produzent und Musiker. Gegenwärtig wohnt er in Bern.
Zimmermann ist zusammen mit Jaël auch am MiNa-Projekt beteiligt.

### Cedric Monnier
Cedric Monnier wurde am 25. Juli 1977 in Zürich geboren. Seit 2003 verstärkte er als Keyboarder die Band. Im Jahr 2005 wurde er offizielles Mitglied der Band.

## Diskografie

### Alben
- Rumour – 1999 (CH)
- Ahead – 2001 (CH) 2002 (DE) 2003 (USA)
- Weather – 2003 (CH) 2004 (Deutschland)(Südafrika) 2005 (AT)
- Life Is on Our Side – 2004 (Live) (CH) 2005 (Deutschland)
- Preparing to Leave – 2006 1. September 2006 (CH/DE/AT)
- Lonely Letters – 2008
- Small Lights in the Dark – 2010
- What Is Next – 2012
- Encore – 2013

### Singles
- Rumour – 1999 (CH)
- Other Side – 1999 (CH)
- Static – 2001 (CH)
- Waiting – 2002 (CH)
- The Most Beautiful Song – 2003 (CH) 2004 (DE)
- Summer's Gone – 2004 (CH)
- Go On – 2005 (D/AT)
- Little Bit – 2006 (CH/DE/AT)
- Life Is All Around You 2006 (DE/AT Promo)
- Preparing to Leave – 26. Januar 2007 (CH)
- Life Is All Around You (Summer edit) (DE/AT Promo)
- Through Your Eyes – 2007
- People Hurt People – 2010
- How Could I Tell You – 2010 (feat. Carlos Leal)
- Me-Time – 2012

### Videoalben
- Lunik – the last concert – 2014

### Weiteres
- Ritiplampe ("Merfen Orange + Lunik" auf "Ohrewürm, Volume 3")

### Jaël und…
- DJ Tatana feat. Jaël – Always on My Mind
- Delerium feat. Jaël – After All
- Mich Gerber feat. Jaël – You Remain
- Mich Gerber feat. Jaël – Stop Crying
- Züri West / Kuno Lauener – Schötem (Coverversion von Je t’aime … moi non plus auf Aloha from Züri West)
- Mensano feat. Jaël – Doesn’t Care (nie veröffentlicht, nur myspace Preview)
- Mensano feat. Jaël – Belong Nowhere (nie veröffentlicht, nur myspace Preview)
- Delerium feat. Jaël – Lost and Found
- Schiller feat. Jaël – Tired
- Schiller feat. Jaël – I Need You
- Delerium feat. Jaël – Light Your Light
- Delerium feat. Jaël – Keep On Dreaming